# Кларенсвілл
Кларенсвілл (англ. Clarenville) — містечко в Канаді, у провінції Ньюфаундленд і Лабрадор.

## Населення
За даними перепису 2016 року, містечко нараховувало 6291 особу, показавши зростання на 4,2%, порівняно з 2011-м роком. Середня густина населення становила 44,7 осіб/км².
З офіційних мов обидвома одночасно володіли 235 жителів, тільки англійською — 5 975, а 5 — жодною з них. Усього 85 осіб вважали рідною мовою не одну з офіційних.
Працездатне населення становило 63,8% усього населення, рівень безробіття — 11,5% (10,6% серед чоловіків та 12% серед жінок). 93,6% осіб були найманими працівниками, а 4,9% — самозайнятими.
Середній дохід на особу становив $49 830 (медіана $34 739), при цьому для чоловіків — $66 188, а для жінок $34 951 (медіани — $48 000 та $27 096 відповідно).
24,1% мешканців мали закінчену шкільну освіту, не мали закінченої шкільної освіти — 19,2%, 56,8% мали післяшкільну освіту, з яких 26,6% мали диплом бакалавра, або вищий, 10 осіб мали вчений ступінь.
| Статево-вікова структура населення | Статево-вікова структура населення | Статево-вікова структура населення | Статево-вікова структура населення | Статево-вікова структура населення |
| ---------------------------------- | ---------------------------------- | ---------------------------------- | ---------------------------------- | ---------------------------------- |
|                                    |                                    |                                    |                                    |                                    |
| Всього                             | Всього                             | 48,1%51,9%                         |                                    |                                    |
| 0 — 14 років                       | 0 — 14 років                       |                                    | 17,9%                              | 17,9%                              |
| 15 — 64 років                      | 15 — 64 років                      |                                    | 64,6%                              | 64,6%                              |
| 65 і більше                        | 65 і більше                        |                                    | 17,6%                              | 17,6%                              |
| 85 і більше                        | 85 і більше                        |                                    | 2,5%                               | 2,5%                               |
| 100 і більше                       | 100 і більше                       |                                    | 0,1%                               | 0,1%                               |
| Середній вік (років)               | Середній вік (років)               | 39,542,4                           | 41,0                               | 41,0                               |
| Медіана (років)                    | Медіана (років)                    | 40,742,9                           | 41,9                               | 41,9                               |
| — чоловіки — жінки                 |                                    |                                    |                                    |                                    |

| Походження мешканців:     | Походження мешканців:     | Походження мешканців: | Походження мешканців: | Походження мешканців: |
| ------------------------- | ------------------------- | --------------------- | --------------------- | --------------------- |
| Походження                |                           |                       | осіб                  | %                     |
| Корінні американці        | Корінні американці        |                       | 450                   | 7.34%                 |
| Інше північноамериканське | Інше північноамериканське |                       | 3 580                 | 58.4%                 |
| Європейське               | Європейське               |                       | 3 600                 | 58.73%                |
| британське                | британське                |                       | 3 505                 | 57.18%                |
| французьке                | французьке                |                       | 155                   | 2.53%                 |
| українське                | українське                |                       | 20                    | 0.33%                 |
| Африканське               | Африканське               |                       | 25                    | 0.41%                 |
| Азійське                  | Азійське                  |                       | 95                    | 1.55%                 |

| Зайнятість населення за галузями (за класифікацією NOC): | Зайнятість населення за галузями (за класифікацією NOC): | Зайнятість населення за галузями (за класифікацією NOC): | Зайнятість населення за галузями (за класифікацією NOC): | Зайнятість населення за галузями (за класифікацією NOC): |
| -------------------------------------------------------- | -------------------------------------------------------- | -------------------------------------------------------- | -------------------------------------------------------- | -------------------------------------------------------- |
|                                                          |                                                          |                                                          |                                                          |                                                          |
| Управління                                               | Управління                                               |                                                          | 9,1%                                                     | 9,1%                                                     |
| Бізнес, фінанси та адміністрування                       | Бізнес, фінанси та адміністрування                       |                                                          | 11,8%                                                    | 11,8%                                                    |
| Природничі та прикладні науки                            | Природничі та прикладні науки                            |                                                          | 8,5%                                                     | 8,5%                                                     |
| Охорона здоров'я                                         | Охорона здоров'я                                         |                                                          | 10%                                                      | 10%                                                      |
| Освіта, правозахист, муніципальні та урядові служби      | Освіта, правозахист, муніципальні та урядові служби      |                                                          | 14,5%                                                    | 14,5%                                                    |
| Мистецтво, культура, відпочинок та спорт                 | Мистецтво, культура, відпочинок та спорт                 |                                                          | 1,3%                                                     | 1,3%                                                     |
| Роздрібна торгівля та послуги                            | Роздрібна торгівля та послуги                            |                                                          | 21,5%                                                    | 21,5%                                                    |
| Гуртова торгівля, транспорт та обладнання                | Гуртова торгівля, транспорт та обладнання                |                                                          | 18,8%                                                    | 18,8%                                                    |
| Природні ресурси, сільське господарство                  | Природні ресурси, сільське господарство                  |                                                          | 1,8%                                                     | 1,8%                                                     |
| Виробництво                                              | Виробництво                                              |                                                          | 2,6%                                                     | 2,6%                                                     |

## Клімат
Середня річна температура становить 4,6°C, середня максимальна – 19,5°C, а середня мінімальна – -11,2°C. Середня річна кількість опадів – 1 273 мм.
| Клімат поселення                              | Клімат поселення | Клімат поселення | Клімат поселення | Клімат поселення | Клімат поселення | Клімат поселення | Клімат поселення | Клімат поселення | Клімат поселення | Клімат поселення | Клімат поселення | Клімат поселення | Клімат поселення |
| Показник                                      | Січ.             | Лют.             | Бер.             | Квіт.            | Трав.            | Черв.            | Лип.             | Серп.            | Вер.             | Жовт.            | Лист.            | Груд.            |                  |
| Середній максимум, °C                         | −0,82            | −1,24            | 2,04             | 6,87             | 11,82            | 16,36            | 19,45            | 19,39            | 15,46            | 10,41            | 5,63             | 0,70             |                  |
| Середня температура, °C                       | −5,79            | −6,22            | −2,94            | 1,90             | 6,84             | 11,38            | 15,93            | 15,86            | 11,94            | 6,90             | 2,12             | −2,82            |                  |
| Середній мінімум, °C                          | −10,76           | −11,19           | −7,9             | −3,07            | 1,88             | 6,42             | 12,41            | 12,35            | 8,42             | 3,38             | −1,4             | −6,33            |                  |
| Норма опадів, мм                              | 121              | 101              | 99               | 99               | 91               | 95               | 92               | 90               | 125              | 123              | 119              | 118              |                  |
| Середньомісячна швидкість вітру, м/с          | 6.55             | 6.24             | 6.07             | 5.67             | 5.12             | 4.87             | 4.67             | 4.75             | 5.20             | 5.68             | 6.09             | 6.43             |                  |
| Середньомісячна сонячна радіація, кДж/м²·день | 3998             | 6947             | 10706            | 14076            | 17116            | 19030            | 18903            | 15932            | 11870            | 7084             | 4147             | 3016             |                  |
| --------------------------------------------- | ---------------- | ---------------- | ---------------- | ---------------- | ---------------- | ---------------- | ---------------- | ---------------- | ---------------- | ---------------- | ---------------- | ---------------- | ---------------- |
| Джерело:                                      |                  |                  |                  |                  |                  |                  |                  |                  |                  |                  |                  |                  |                  |